# Cribrochalina vasculum
Cribrochalina vasculum är en svampdjursart som först beskrevs av Jean-Baptiste Lamarck 1814.  Cribrochalina vasculum ingår i släktet Cribrochalina och familjen Niphatidae.
Artens utbredningsområde är Karibiska havet. Inga underarter finns listade i Catalogue of Life.